# Besaliel
Bezalel ou Besaliel (em hebraico: בְּצַלְאֵל; romaniz.: Bəṣalʼēl) é um personagem bíblico mencionado no Livro do Êxodo. Filho de Uri, que era filho de Hur, da tribo de Judá, sendo um artesão que trabalhou na construção do tabernáculo. O significado do seu nome é "Debaixo da sombra [sob a proteção] de Deus." Bezalel desde de sua juventude aprendeu o oficio de joalheiro com seu avô Hur, adquirindo vasta experiência em confeccionar joias a partir do ouro, prata, bronze e pedras preciosas.

## Na literatura rabínica
A tradição rabínica relata que quando Deus decidiu nomear Bezalel como arquiteto do Tabernáculo do deserto, Ele perguntou a Moisés se a escolha era agradável para ele, e recebeu a resposta: "Senhor, se ele éaceitável para Ti, certamente deve ser para mim!" Por ordem de Deus, no entanto, a escolha foi encaminhada ao povo para aprovação e foi endossada por eles. Moisés então ordenu a Bezalel que começasse a construir o Tabernáculo, a Arca da aliança e os utensílios sagrados. Deve-se notar, no entanto, que Moisés mencionou estes em ordem um tanto invertida, colocando o Tabernáculo por último (compare Êxodo 25:10- 26:1 e segs., com Êxodo 31:1–10). Bezalel sabiamente sugeriu-lhe que os homens geralmente constroem a casa primeiro e depois fornecem os móveis; mas que, visto que Moisés havia ordenado que o Tabernáculo fosse construído por último, provavelmente houve algum engano e a ordem de Deus deve ter sido diferente.
Bezalel possuía tamanha sabedoria que podia combinar aquelas letras do alfabeto com as quais o céu e a terra foram criados; sendo este o significado da declaração (Êxodo 31:3): "Eu o enchi ... de sabedoria e conhecimento", que foram os instrumentos por meio dos quais Deus criou o mundo, conforme declarado em (Provérbios 3:19-20; Brachot 55a). Em virtude de sua profunda sabedoria, Bezalel conseguiu erguer um santuário que parecia um lugar adequado para Deus, que é tão exaltado no tempo e no espaço (Êxodo 34:1; Números 12:3; Midrash Teh. 91). O castiçal do santuário era de natureza tão complicada que Moisés não conseguiu compreendê-lo, embora Deus lhe tenha mostrado duas vezes um modelo celestial; mas quando ele o descreveu a Bezalel, este entendeu imediatamente e o fez imediatamente; então Moisés expressou sua admiração pela sabedoria rápida de Bezalel, dizendo novamente que ele deve ter estado "na sombra de Deus" (em hebraico: "beẓel El") quando os modelos celestiais lhe foram mostrados (Números 15:10; compare Êxodo 1.2; Brachot lc). Diz-se que Bezalel tinha pelo menos treze anos de idade quando realizou sua grande obra ( Sanhedrin 69b); ele deve sua sabedoria aos méritos de pais piedosos; seu avô sendo Hur e sua bisavó Miriam, ele era, portanto, sobrinho-neto de Moisés (Êxodo 48:3- 4).